# Coma Engavarnera
Coma Engavarnera és una coma del terme municipal de Conca de Dalt, a l'antic terme de Toralla i Serradell, al Pallars Jussà, en territori del poble de Serradell.
Està situada al nord-oest de Rivert, al nord del Serrat de la Rebollera i de les Cadiretes. És a l'esquerra del barranc de Palomera, a prop i al nord d'on es troben les cavitats de la Cova del Pubill i de l'Espluga de Castilló.